# スパイスミュージック
スパイスミュージック (SPICE MUSIC) は、東京都目黒区にある芸能事務所。
主な事業は同社所属アーティストならびにスパイスレコーズ（スパイスミュージック、バンダイネットワークス（現NBEIネットワークコンテンツ部門）、第一興商、ハピネットが等分出資するインディー・レーベル）所属アーティストの宣伝、マネージメント。

## 所属アーティスト
- ORANGE RANGE
- HIGH and MIGHTY COLOR
- ホイフェスタ
- All Japan Goith
- The Do-Nuts
- U-DOU&PLATY
- Dirty Old Men
- 神谷千尋
- Heaven's Hemp
- Blue Trike
- sodopp